# ゴードン・セッター
ゴードン・セッター（英: Gordon Setter）は、イギリスのスコットランド原産のセッター犬種のひとつである。

## 歴史
本種のもととなったのは西暦1600年ごろから存在していたスコティッシュ・セッター（英：Scottish Setter）という犬種である。これをゴードン公爵4世が独自に改良して誕生したのがゴードン・セッターである。岩だらけで悪天候のもとでも長時間猟を継続できるようにし、力の強いセッターを目指して作出された。スコティッシュ・セッターにラフ・コリー、ブラッドハウンド、ワーキング・コリーなどを掛け合わせて1770年に作出が開始され、1820年に完成した。尚、初めのころはコリーの牧羊犬としての性質により獲物の周りをぐるぐると駆け回り、猟を失敗させてしまうという悪いクセがあったが、改良過程で問題点を解決している。
ゴードン・セッターはつややかで美しいブラック・アンド・タンの毛色がトレードマークであるが、もともとはこの色以外にも毛色が存在し、ブラック単色、ブルー単色、レッド・アンド・ホワイト、ブラック・アンド・ホワイト、ミルク・アンド・レモン、マール、トライカラーなどのさまざまなバリエーションがあった。毛色の中で特に人気があったのがブラックの単色とブラック・アンド・タンで、これらは美しさではなく、闇や草陰に溶け込んで獲物に気づかれにくかったことから好まれて繁殖されていた。こののちショードッグとして使われるようになると見栄えが良く、且つ高貴で美しいと評価されたブラック・アンド・タンの毛色のものがメインとして繁殖されるようになり、その他の毛色のものはほとんど姿を消していった。このため、現在ゴードン・セッターといえばブラック・アンド・タンの毛色のみが見られるようになっていった。ちなみに、実猟の毛色としてはブラック・アンド・タンと並んで（或いはそれ以上）人気があった単色のブラックのものがショードッグとしてあまり人気がでなかったのは、ブラック・アンド・タンのものに比べてタンのマーキングが無いだけで、どことなく物足りなかったためであるとも言われている。
主にキジやヤマシギを狩るのに用いられた。一頭で主人につき、嗅覚で獲物を捜索した。獲物を発見するとその方向を向き、体を地面に落として伏せをするセッティングというポーズをとる。セッティングを確認した主人はそれをもとに投網を行い鳥を生け捕りしたり、猟銃を撃って仕留めた。
ゴードン公爵4世の死後、ゴードン公爵5世は積極的なブリーディングを怠ったため、1700年代の後半に頭数が急激に減少して絶滅の危機に陥った。しかしゴードン公爵6世は早期に5世からブリーディングを受け継いで復活させ、改良も加えて犬質と頭数を回復させることが出来た。その後は人気も上昇し、ショードッグとして高い評価を受けるようになった。
1800年代中半から後半にかけてその人気は絶頂に達したが、1900年代以降は人気に翳りが出始める。それにより再び頭数は減少しているが、愛好家が増えたため手厚い保護が受けられるようになり、今日も犬種生命の危機に瀕することなく生き残ることが出来ている。
現在も絶頂期のような爆発的な人気は無いものの、安定した人気を保ている。スコットランド以外でも人気があり、日本でも少数だがブリーディングと販売が行われている。現在全世界で飼育されているゴードン・セッターの9割はペットやショードッグとして飼育されていて、今日もセッターとして使われているものは極めて稀である。

## 特徴
つややかで美しい、ブラック・アンド・タンの毛色が印象的な犬種である。ごく稀に昔はほとんど存在していなかったブルー・アンド・タンの犬も生まれるが、犬種基準外として血統書は発行してもらえない。単色ブラックのゴードン・セッターも非常に希少である。コートはウエーブしていて柔らかく、厚いので防寒性にも優れている。顔つきは凛としていて、公爵の名に恥じない容姿を備えている。引き締まった均等の取れた体を持ち、脚が長い。力は強く、足場の悪い場所でも駆け回ることが出来る。マズルの長さは普通で太く、上唇は少し垂れている。耳は垂れ耳、尾はサーベル形の垂れ尾で、耳、尾、胸部、臀部などには豊かな飾り毛がある。体高は雄61〜69cmで雌58〜66cm、体重は雄25〜36kgで雌20〜32kgの大型犬で、全セッター犬種の中で最も大きい犬種（体高・体重が高い犬種）である。性格は陽気で人懐こく、好奇心が旺盛である。外交的で初対面の人や犬に対しても友好的で、しつけの飲み込みも良く、状況判断力も高い。初心者の飼育にも適した犬種であるが、体が大きいためか日本ではあまり飼育されていない。運動量は多く、かかりやすい病気は大型犬にはありがちな股関節形成不全や内分泌系疾患などがある。